# Отказанный кол

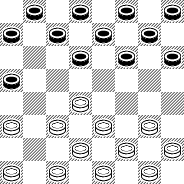
Одна из главных позиций дебюта

Отказанный кол — дебют в русских шашках. Возникает после ходов 1.cd4 ba5 и 2.bс3 или 2.gf4 и даже 2.ef4, отказываясь от установки коловой шашки и перехода в дебют «Кол».
В. С. Литвинович и Н. Н. Негра писали:
«Дебют „Кол“ пользуется большой популярностью. Как следствие этого, многие варианты „Кола“ досконально исследованы. Поэтому понятны попытки белых избежать постановки кола и перевести игру в иное русло».